# Вулкан Безіменний

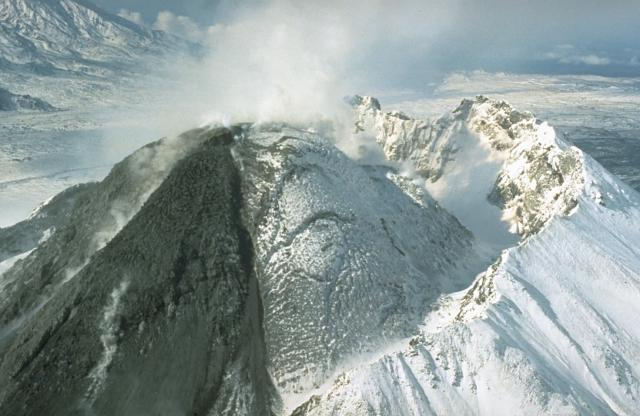
Вулкан Безіменний.

Стратовулкан Безіменний — належить до Ключевської групи Камчатського півострову. Розташований приблизно за 40 км від селища Ключі. Виник близько 5000 — 5500 років тому. Його поява фіксується в ґрунтово-пірокластичних чохлах андезито-базальтовими і андезитовими попелами). Експлозивна активність була досить напруженою протягом приблизно 2000 років і закінчилася незадовго до відкладення маркуючого попелу His. До цього етапу відносяться лавові потоки комплексу I на південній периферії вулкана (андезито-базальти) і екструзивні куполи.

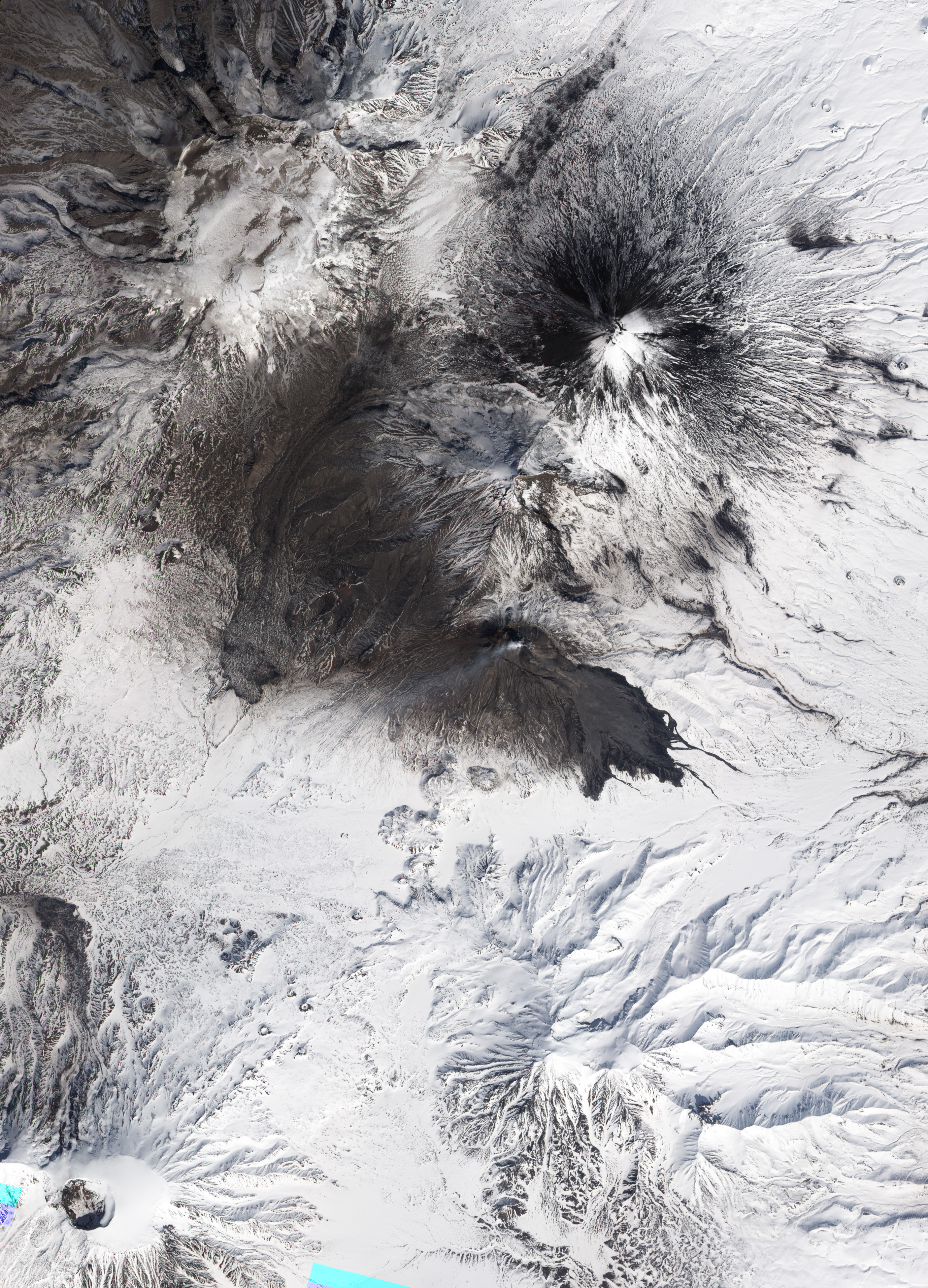
Світлина з супутника.

Найбільш повно діяльність вулкана відновлена для останнього 2500-річного відрізка часу. Виділяються три періоди активізації (Б1-БШ), які являють собою еруптивні цикли тривалістю 100–400 років. Ґрунтуючись на положенні датованих маркованих попелом вулкана Шивелуч, можна вважати, що періоди активізації вулкана Безіменного припадали на такі тимчасові інтервали:
- БІ — 2400–1700 років тому,
- БІІ — 1350–1000 років тому,
- БІІІ — з 1955 р. по теперішній час.

## Виверження
30 березня 1956 року сталося відоме катастрофічне виверження вулкана Безіменний, яке було виділено в самостійний тип, як "спрямований вибух", або "тип Безіменний" та визнане світовою вулканологією, як Directed blast, Lateral blast або Type Bezymianny. Хмара, що складалася з розпечених газів, піднялася на висоту 6-8 км, а попіл піднявся на висоту понад 40 км. За оцінками вчених, всього випало близько 20 кг попелу на 1 кв. м, навіть на відстані в 15 км від Безіменного потужність шару попелу складала 0,5 метрів. Грязьовий потік з бруду, води і каменів заповнив і прокотився річкою Камчаткою на відстань майже 100 км. Виверження вулкану вплинуло також на стан біоти, наприклад в озері Азабачьєм, розташованому за 80 км від нього. Внаслідок виверження утворився підковоподібний кратер діаметром до 2 км, відкритий на схід. Біля східного підніжжя Безіменного були знищені всі дерева на відстані до 25-30 км в окрузі на площі 500 кв. км, дерева та чагарники були зламані та повалені у напрямку від вулкана. Саме після цього виверження "День вулканолога" відзначається 30 березня.
21 жовтня 2020 року, відбулося чергове виверження вулкана Безіменний. Вчені його прогнозували, однак розмах виявився значнішим – явище супроводжували підземні поштовхи, попіл піднімався в небо на 10 кілометрів і простягнувся на десятки кілометрів навсібіч. Хмара попелу сягнула 44 кілометри на захід від епіцентру виверження та 36 кілометрів на схід, однак попіл рухався на північ, тобто на територію Росії, а не Японії чи США.
11 квітня 2023 року, перед виверженням вулкана Шивелуча, вулкан Безіменний викинув стовп попелу на висоту до 5 км над рівнем моря. Для нього встановлювали «оранжевий» код небезпеки.